# Bazylika Wniebowzięcia Najświętszej Maryi Panny w Máriabesnyő
Bazylika Wniebowzięcia Najświętszej Maryi Panny (węg. Nagyboldogasszony-bazilika) – barokowa świątynia rzymskokatolicka znajdująca się w węgierskim mieście Gödöllő, w dzielnicy Máriabesnyő. Pełni funkcję sanktuarium maryjnego.

## Historia
W 1249 roku wieś Besnyő została podarowana norbertanom z Hatvan przez króla Belę IV, lecz tutejszy kościół i klasztor został zniszczony podczas wojen z Turkami. 
Wedle legendy w 1759 Jánosowi Fidlerowi, pomocnikowi kamieniarza z Gödöllő, przyśniła się kobieta, która nakazała mu przekopać ruiny tutejszego kościoła, przepowiadając, że znajdzie w nich coś pięknego. Gdy udał się do ruin kościoła i wykonał polecenie, za kamienną płytą znalazł niewielką figurę Matki Bożej. Posąg przekazano hrabiemu Antalowi Grassalkovichowi. Wykonano go prawdopodobnie w XII wieku z kości słoniowej, jest wysoki na 11 cm i szeroki na 4 cm, co czyni go najmniejszą figurą na Węgrzech uznawaną za cudowną. 14 sierpnia 1761 ukończono budowę kaplicy, która szybko stała się zbyt mała przez rosnącą liczbę pielgrzymów. 
Obecną świątynię wzniesiono w latach 1768–1771 wg projektu Jánosa Mayerhoffera, konsekracja miała miejsce 17 marca 1771. Opiekę nad sanktuarium powierzono kapucynom sprowadzonym z Hatvan. W 1912 wyremontowano kościół oraz otwarto kaplicę loretańską, a w 1917 roku figurkę ustawiono go w nowym ołtarzu głównym. Podczas kolejnej renowacji z 1942 zainstalowano witraże autorstwa Lajosa Mártona. W 1950 klasztor poddano kasacie, zakonnicy wrócili do kompleksu 1 sierpnia 2022. 2 maja 2008 papież Benedykt XVI wyniósł świątynię do godności bazyliki mniejszej.

## Dzwony
Na wieży kościoła zawieszonych jest sześć dzwonów, siódmy znajduje się w sygnaturce. Dane dzwonów:
| Nr | Patron                     | Waga    | Średnica | Ton  | Rok odlania | Ludwisarnia                       |
| -- | -------------------------- | ------- | -------- | ---- | ----------- | --------------------------------- |
| 7  | brak danych                | 50 kg   | 46 cm    | b.d. | 1884        | Ferenc Walser, Budapeszt          |
| 6  | św. Elżbieta               | 110 kg  | 55 cm    | f"   | 1925        | F. W. Rincker, Budapeszt          |
| 5  | św. Maria                  | 140 kg  | 62 cm    | dis" | 1925        | F. W. Rincker, Budapeszt          |
| 4  | św. Gerard                 | 200 kg  | 73 cm    | c"   | 1925        | F. W. Rincker, Budapeszt          |
| 3  | św. Franciszek             | 300 kg  | 85 cm    | a'   | 1991        | Fonderia De Poli, Vittorio Veneto |
| 2  | św. Stefan, król Węgier    | 600 kg  | 101 cm   | fis' | 1991        | Fonderia De Poli, Vittorio Veneto |
| 1  | Matka Boża Patronka Węgier | 1280 kg | 128 cm   | d'   | 1991        | Fonderia De Poli, Vittorio Veneto |

## Galeria

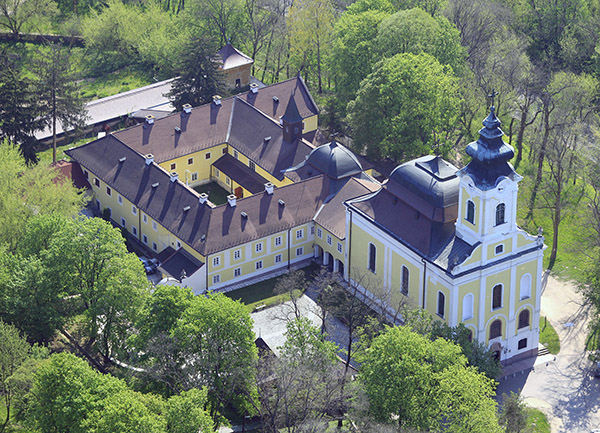
Widok na klasztor z lotu ptaka
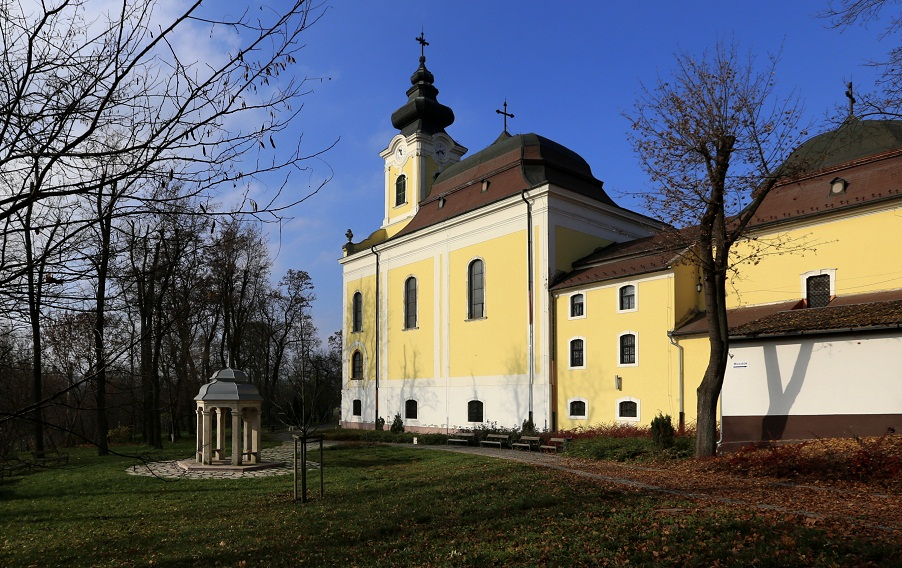
Widok z zachodu
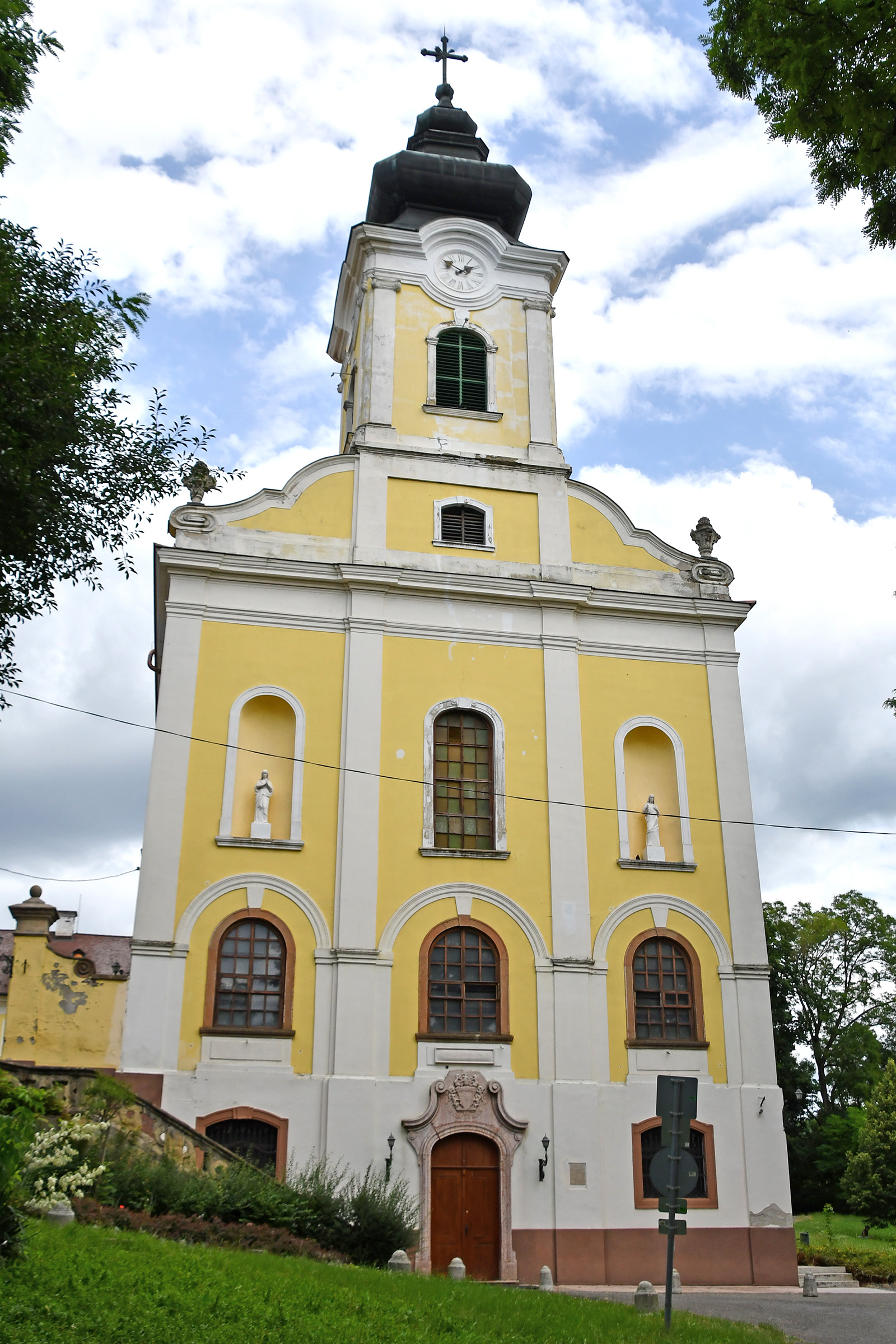
Fasada
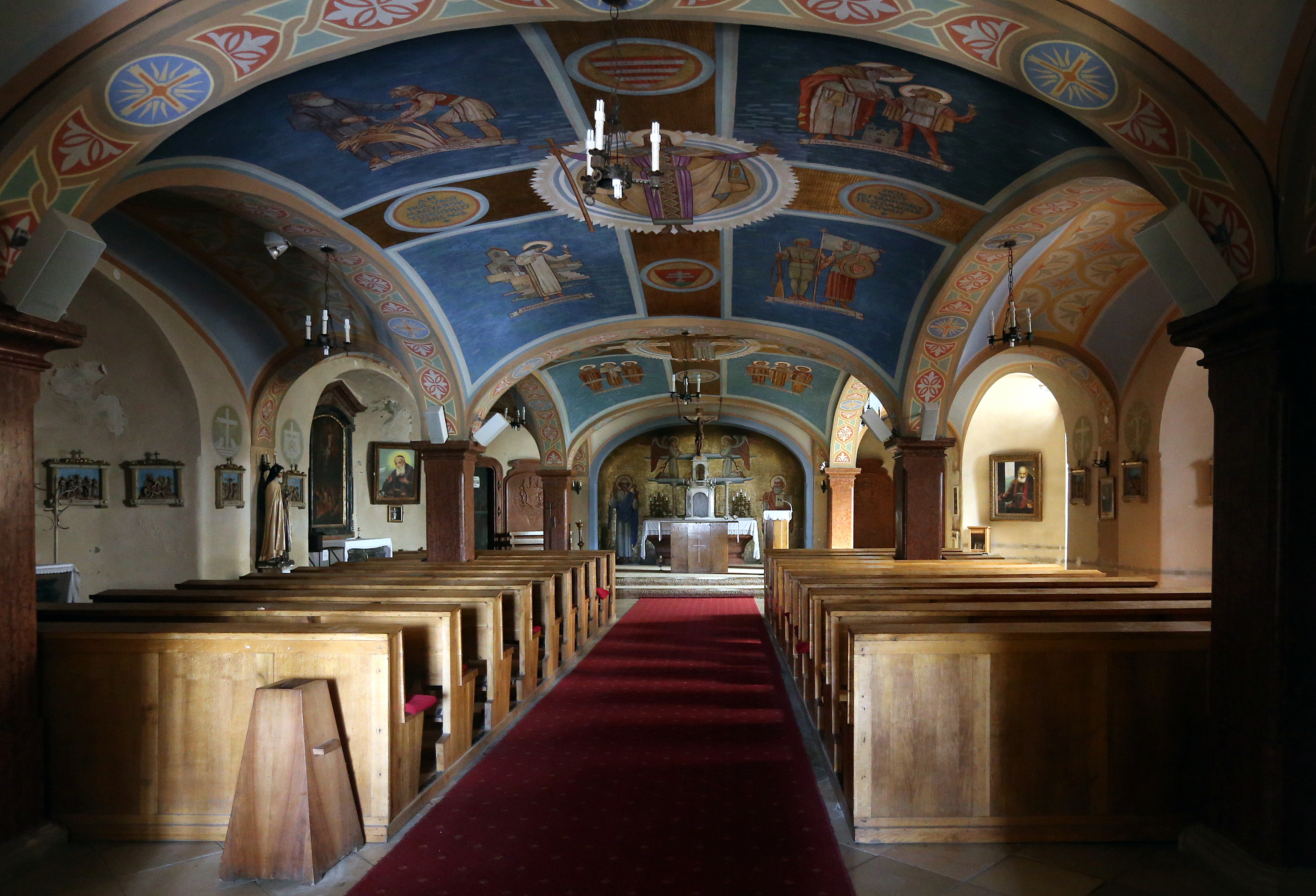
Dolny kościół
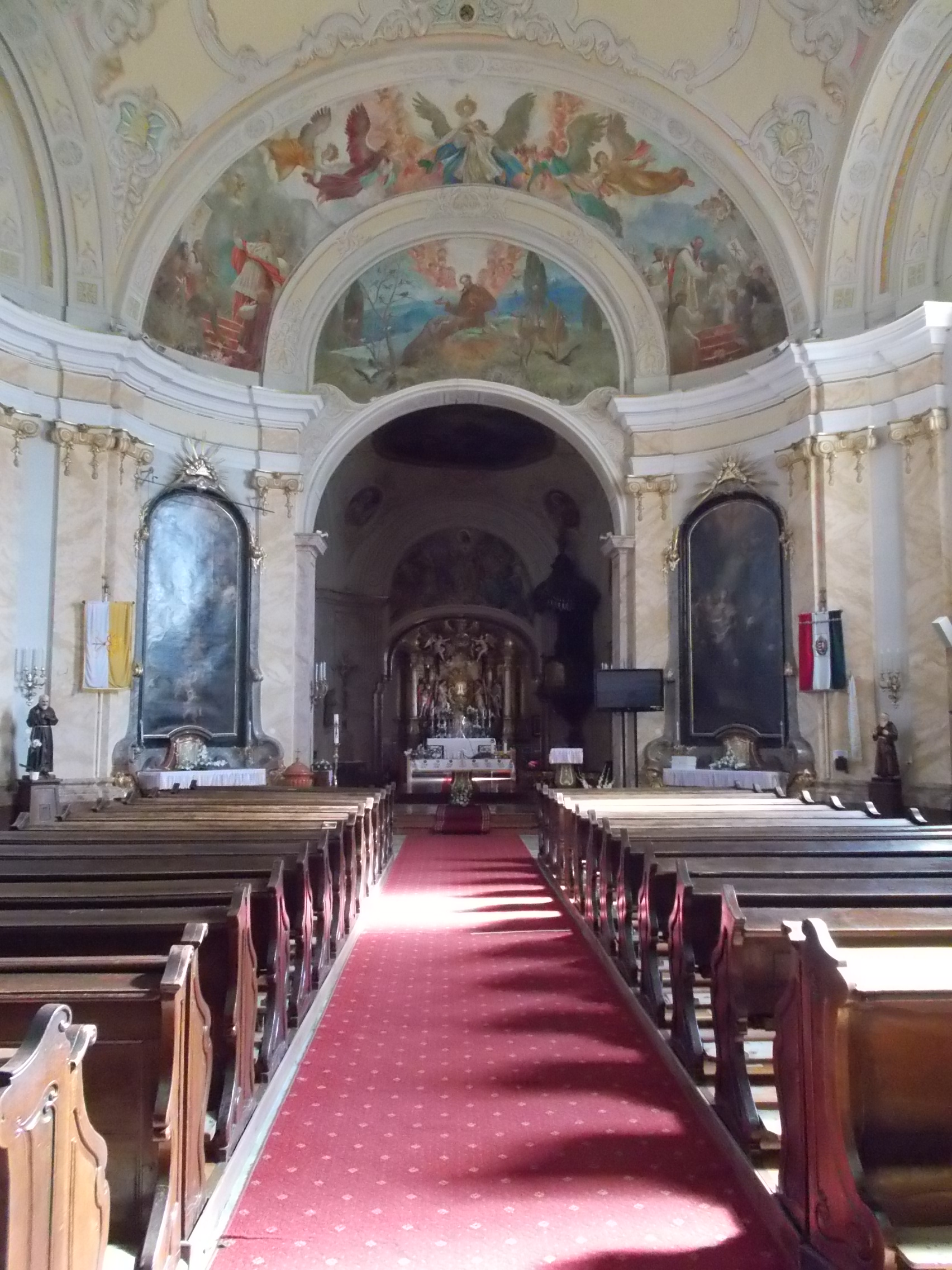
Górny kościół
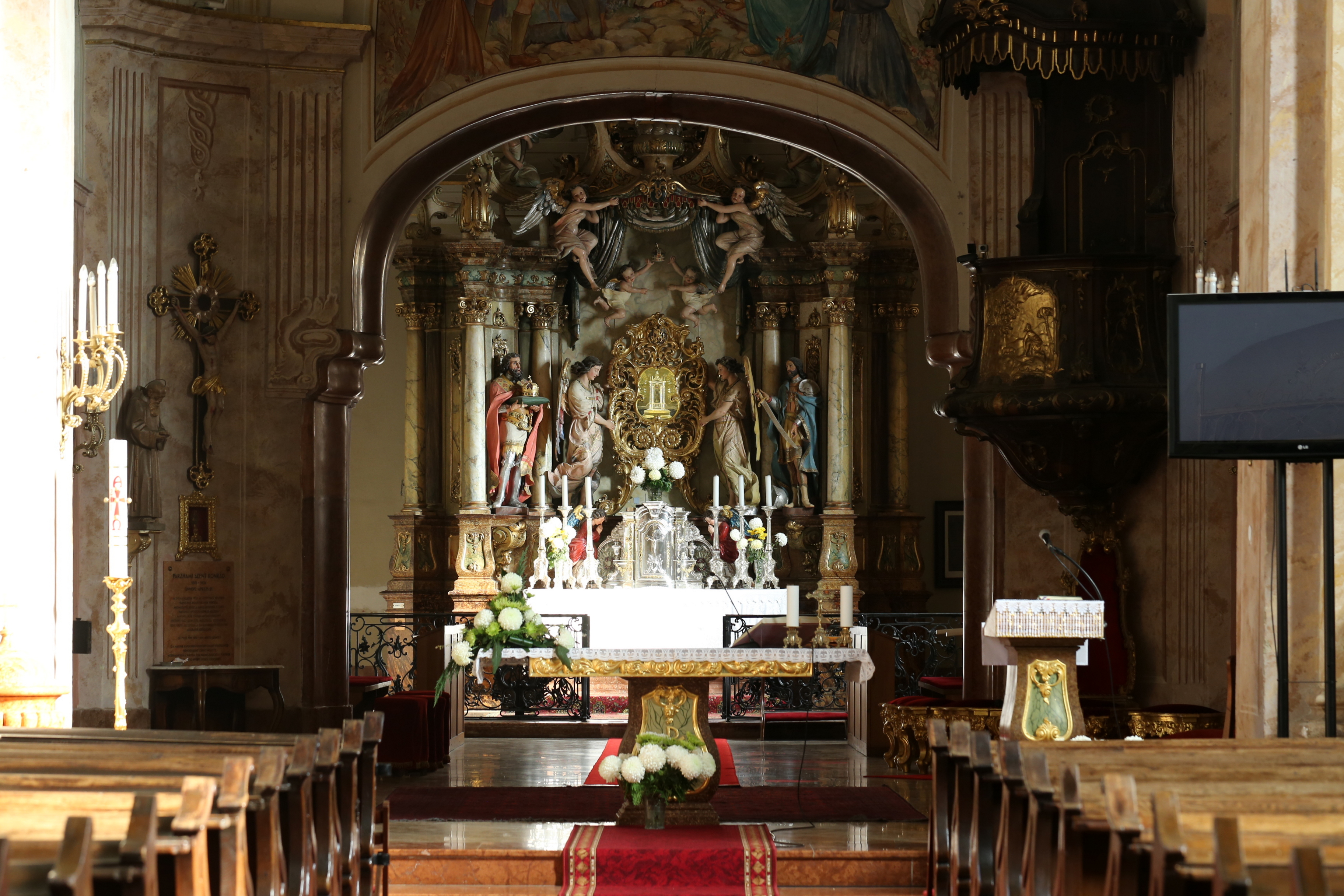
Ołtarz główny z figurą Matki Bożej
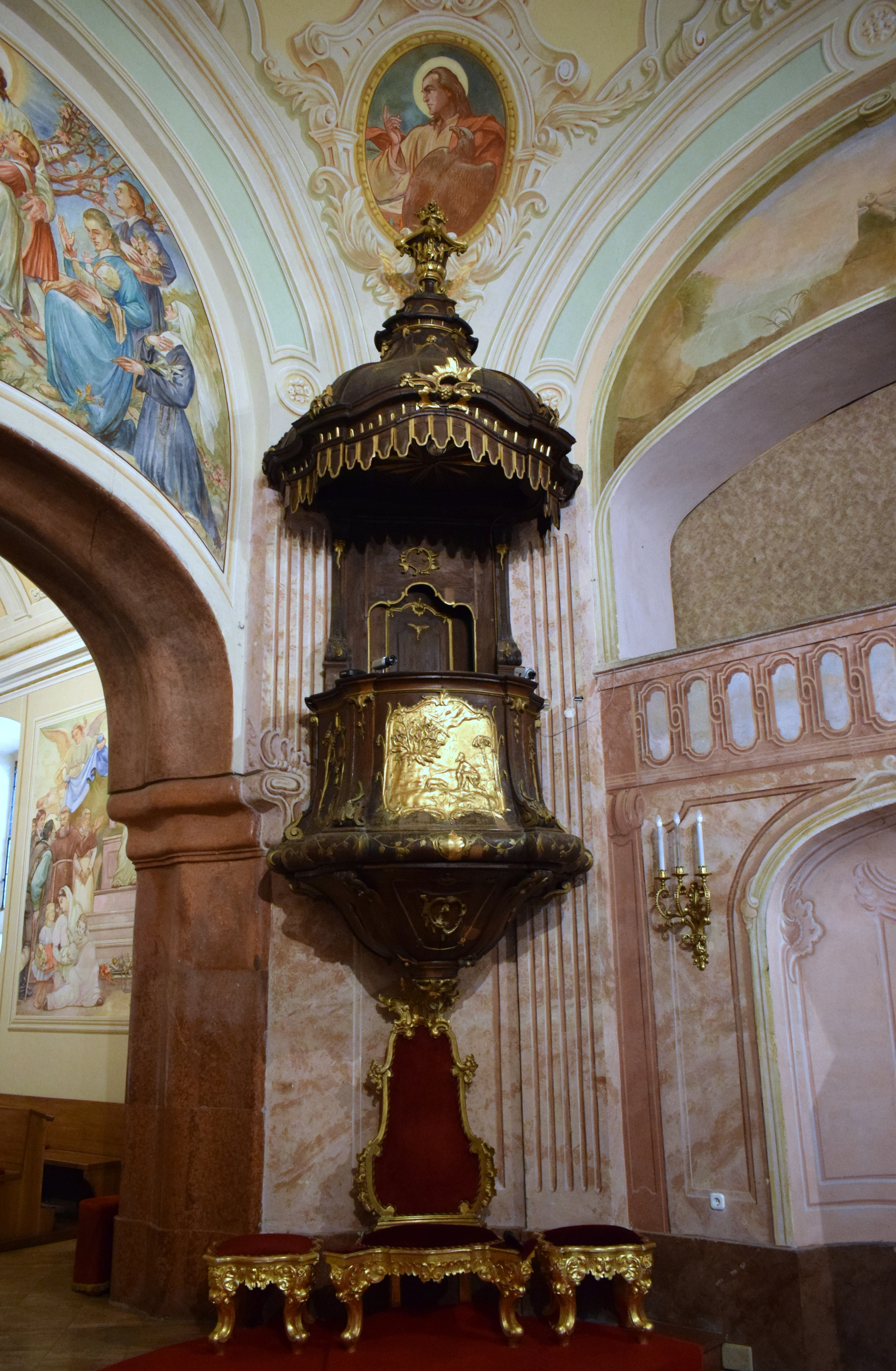
Ambona
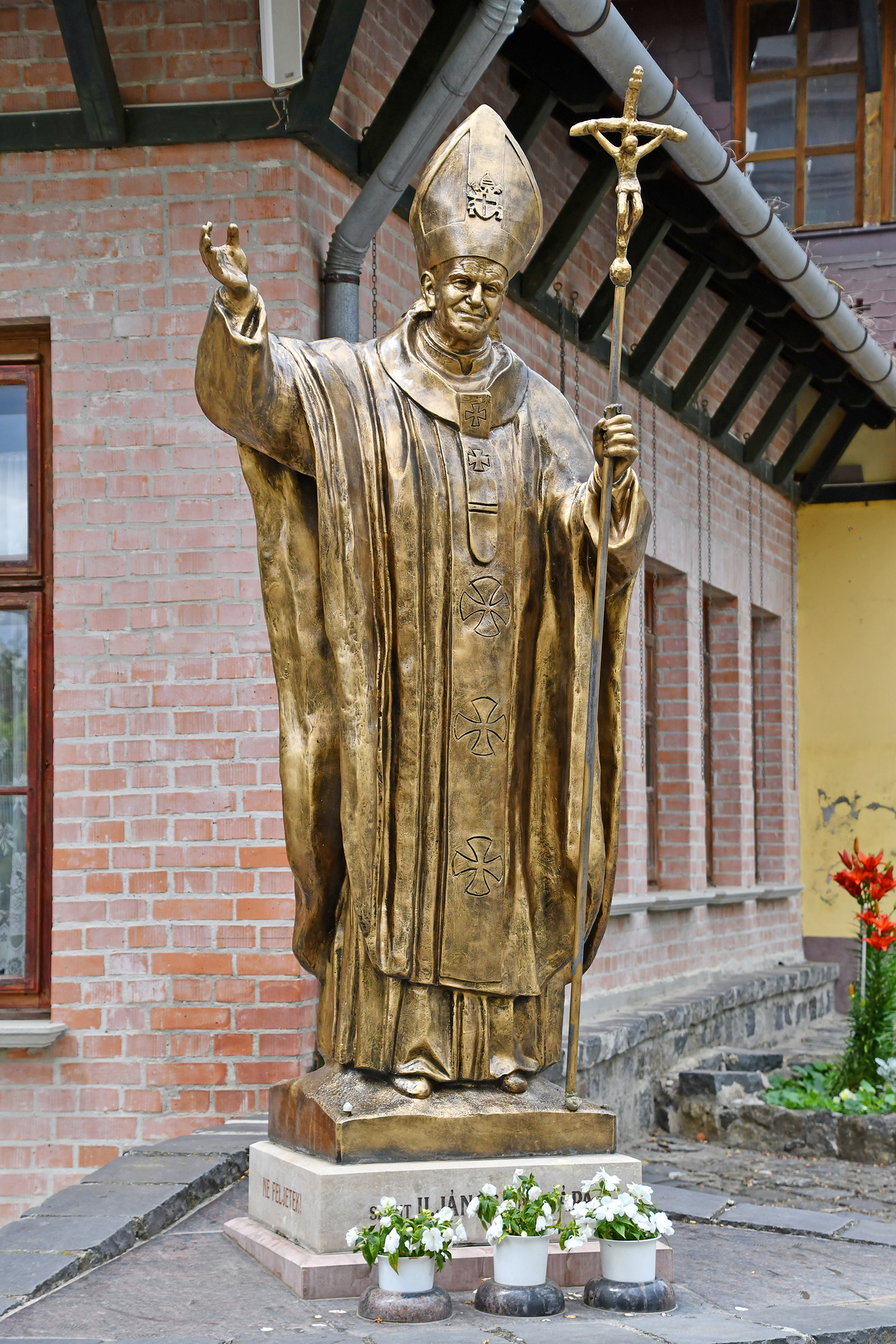
Pomnik Jana Pawła II na terenie klasztoru